# September 2007
Portal Geschichte | Portal Biografien | Aktuelle Ereignisse | Jahreskalender | Tagesartikel

◄ |
20. Jahrhundert |
21. Jahrhundert

◄ |
1970er |
1980er |
1990er |
2000er
| 2010er | 2020er | 2030er | ►

◄ |
2003 |
2004 |
2005 |
2006 |
2007
| 2008 | 2009 | 2010 | 2011 | ►

◄ |
Juni 2007 |
Juli 2007 |
August 2007 |
September 2007 |
Oktober 2007 |
November 2007 |
Dezember 2007 |
►
Dieser Artikel behandelt tagesbezogene Nachrichten und Ereignisse im September 2007.

## Tagesgeschehen

### Samstag, 1. September 2007
- Berlin/Deutschland: Bundesweit tritt der Nichtraucherschutz in Bundesbehörden, auf Bahnhöfen und in Zügen in Kraft. Zudem steigt das Mindestalter für das Rauchen in der Öffentlichkeit und den Kauf von Tabakwaren von 16 auf 18 Jahre.[1]
- Boise/Vereinigte Staaten: Der republikanische Senator für Idaho Larry Craig legt seine Ämter nieder. Er geriet in Bedrängnis, weil er auf einer Toilette Sex mit einem Mann hatte.[2]
- London/Vereinigtes Königreich: Beim ersten Eurovision Dance Contest gewinnt das Team aus Finnland vor der Ukraine. Österreich wird Fünfter, Deutschland erreicht den achten Platz, die Schweiz belegt mit null Punkten den letzten Platz.[3]

### Sonntag, 2. September 2007
- Addis Abeba/Äthiopien: Nach dem Roten Kreuz wirft auch Ärzte ohne Grenzen der Regierung Äthiopiens vor, im Vorgehen gegen die bewaffneten Kämpfer der Nationalen Ogaden-Befreiungsfront humanitäre Hilfe und Handel für die Somali-Region zu blockieren.[4]

### Dienstag, 4. September 2007

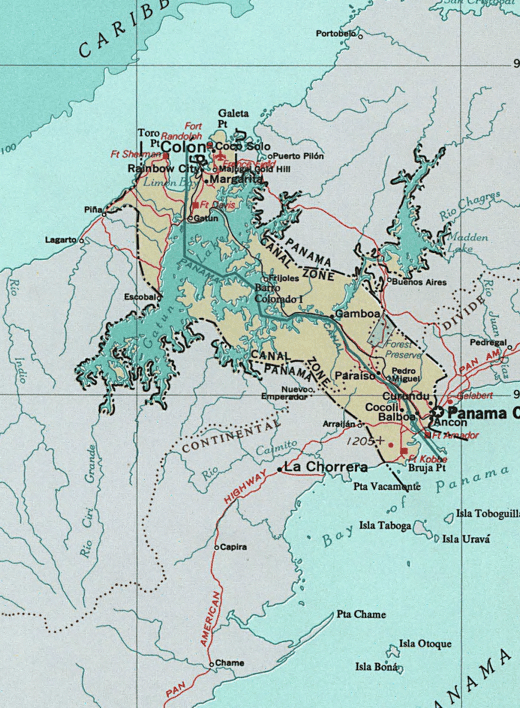
Panama-Kanal-Zone

- Panama-Stadt/Panama: In der Hauptstadt Panamas beginnen die Arbeiten zum Ausbau des Panamakanals. Für die Erweiterung von Fahrrinne und Schleusen sind Kosten in Höhe von mindestens 5 Milliarden US-Dollar veranschlagt.[5]
- Sibiu/Rumänien: In Sibiu beginnt ein ökumenisches Treffen von christlichen Kirchenvertretern aus 125 Kirchen.[6]

### Mittwoch, 5. September 2007
- Dhaka/Bangladesch: Iajuddin Ahmed, der Präsident Bangladeschs, bleibt auch nach dem Ablauf seiner Amtszeit Präsident des südasiatischen Landes.[7][8]
- Oberschledorn/Deutschland: Durch eine Polizeiaktion werden vermutlich schwerwiegende Anschläge verhindert. Die Terrorverdächtigen wurden festgenommen. Auf Basis der angesammelten Herstellungsmaterialien hätte ein Anschlag mit einer größeren Sprengkraft als bei den Terroranschlägen von Madrid und London durchgeführt werden können. Die Anschlagspläne waren gegen US-amerikanische Einrichtungen gerichtet.[9]

### Donnerstag, 6. September 2007
- London/Vereinigtes Königreich: Das britische Verteidigungsministerium lässt verlauten, dass in den frühen Morgenstunden vier Jets des Typs Tornado gestartet seien, um insgesamt acht russische Langstreckenbomber (Typ Bear) abzufangen, die sich britischem Luftterritorium näherten.[10]

### Freitag, 7. September 2007
- Batna/Algerien: Bei einem Bombenanschlag im Osten Algeriens sterben 14 Menschen.[11]
- Berlin/Deutschland: Ein Polizeibeamter sendet versehentlich einen Geheimbericht an die Presse. Er enthält Informationen zur Terrorfahndung und zu einer Dienstreise des baden-württembergischen Ministerpräsidenten Günther Oettinger.[12]
- Karlsruhe/Deutschland: Das frühere Mitglied der terroristischen Vereinigung Rote Armee Fraktion Peter-Jürgen Boock nennt in einem TV-Dokumentarfilm die Namen der Männer, die bei der Entführung und Ermordung des Präsidenten der Arbeitgebervereinigung Hanns Martin Schleyer vor 30 Jahren die Todesschüsse auf Schleyer abgaben, es handle sich um Rolf Heißler und Stefan Wisniewski.[13]
- Rabat/Marokko: Die Parlamentswahl gewinnt die konservative Partei der Unabhängigkeit mit Spitzenkandidat Abbas al-Fassi. Auf Rang 2 der Wählergunst liegt die islamistische Partei für Gerechtigkeit und Entwicklung.[14]
- Warschau/Polen: Nach dem Scheitern der Regierungskoalition von Jarosław Kaczyński beschließt das polnische Parlament (Sejm) seine Selbstauflösung. Die Neuwahlen sind für den 21. Oktober vorgesehen.[15]

### Samstag, 8. September 2007
- Naher Osten: Der Al-Qaida-Anführer Osama bin Laden veröffentlicht eine Videobotschaft, in der er den Irakkrieg kritisiert. Es ist das erste Al-Qaida-Video seit drei Jahren, bin Laden droht diesmal aber nicht mit einem terroristischen Attentat.[16]

### Sonntag, 9. September 2007

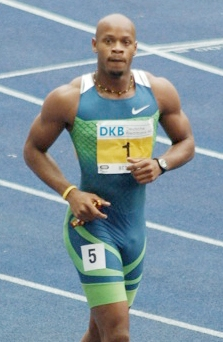
Asafa Powell

- Guatemala-Stadt/Guatemala: Präsidentschaftswahl in Guatemala
- Hamburg/Deutschland: Der Norddeutsche Rundfunk entlässt die TV-Moderatorin Eva Herman fristlos, die u. a. für Aussagen kritisiert wird wie jene, dass die Emanzipation Frauen „für die Mutterrolle unbrauchbar gemacht“ habe.[17]
- New York/Vereinigte Staaten: Beim Tennis-Turnier US Open 2007 gewinnt Roger Federer aus der Schweiz zum vierten Mal hintereinander das Finale im Herreneinzel.
- Rieti/Italien: Im 100-Meter-Lauf stellt Asafa Powell (JAM) einen neuen Weltrekord auf. Der Jamaikaner absolviert die Strecke in 9,74 s.[18]
- Stuttgart/Deutschland: Der 19-jährige deutsche Turner Fabian Hambüchen holt bei der Turnweltmeisterschaft Gold am Reck.[19]
- Sydney/Australien: In Sydney endet das 19. Treffen der Asiatisch-Pazifischen Wirtschaftsgemeinschaft (APEC). Ein unverbindlicher Appell zum Klimaschutz wird verabschiedet.[20]
- Venedig/Italien: Der Goldene Löwe wird an den taiwanisch-amerikanischen Regisseur Ang Lee für den Film Gefahr und Begierde verliehen.[21]

### Montag, 10. September 2007

Logo der Frauen-Fußball-WM

- Shanghai/China: Die Fußball-Weltmeisterschaft der Frauen 2007 wird mit einem 11:0-Sieg der deutschen Nationalmannschaft gegen Argentinien eröffnet.

### Dienstag, 11. September 2007
- Karlsruhe/Deutschland: Das Bundesverfassungsgericht entscheidet, dass die Länder kein Recht hatten, die Rundfunkabgabenerhöhung ab 2005 geringer ausfallen zu lassen, als es der Öffentlich-rechtliche Rundfunk vorgeschlagen hatte. Daher muss den betroffenen Rundfunkveranstaltern ab 2009 ein Ausgleich gewährt, also die Abgabenerhöhung nachträglich berücksichtigt werden. Dieses Vorgehen erfordere die Rundfunkfreiheit.[22]

### Mittwoch, 12. September 2007
- Addis Abeba/Äthiopien: Das ostafrikanische Land, das immer noch den Julianischen Kalender benutzt, feiert den Beginn des Jahres 2000. Die Menschen feiern trotz Regens, politischer Unterdrückung, hoher Inflation und hoher Arbeitslosenquote.
- Wien/Österreich: Am Vormittag verhaftet das Einsatzkommando Cobra drei Mitglieder der Globalen Islamischen Medienfront, darunter auch den Kopf der Organisation. Laut Innenminister Günther Platter bestand aber nicht die Gefahr eines Anschlags in Österreich. Die GIMF unterhält Verbindungen zur al-Qaida.[23]

### Donnerstag, 13. September 2007
- New York/Vereinigte Staaten: Nach über 22 Jahren Verhandlungen verabschiedet die UN-Generalversammlung die Erklärung der Rechte der indigenen Völker.[24]
- Paris/Frankreich: Das World Council in Paris, das Sportgericht der Formel 1, hat seine Entscheidung in der Spionageaffäre um McLaren Mercedes gefällt: Dem Team werden in der Saison 2007 alle Punkte der Konstrukteurs WM aberkannt und es muss 100 Millionen Euro Strafe zahlen.[25]
- Ramadi/Irak: Bei einem Anschlag stirbt der Sunniten-Führer Abdul Sattar Abu Rischa, ein Verbündeter der US-Armee.[26]

### Freitag, 14. September 2007
- Washington, D.C./Vereinigte Staaten: US-Präsident George W. Bush kündigt einen Teilabzug der Streitkräfte der Vereinigten Staaten aus dem Irak an. Wegen erfolgreicher Missionen würden weniger Soldaten gebraucht. „Je erfolgreicher wir sind, desto mehr amerikanische Soldaten können nach Hause kommen“, so der Präsident.[27]

### Samstag, 15. September 2007
- Deutschland, Mosambik: Der Investitionsschutzvertrag zwischen beiden Staaten tritt in Kraft.[28]
- Puno/Peru: Der Einschlag eines Meteoriten hinterlässt in der Nähe des Dorfs Carancas an der peruanisch-bolivianischen Grenze einen 5 m tiefen Krater von 14 m Durchmesser sowie kleine Meteoritenfragmente.[29]

### Sonntag, 16. September 2007

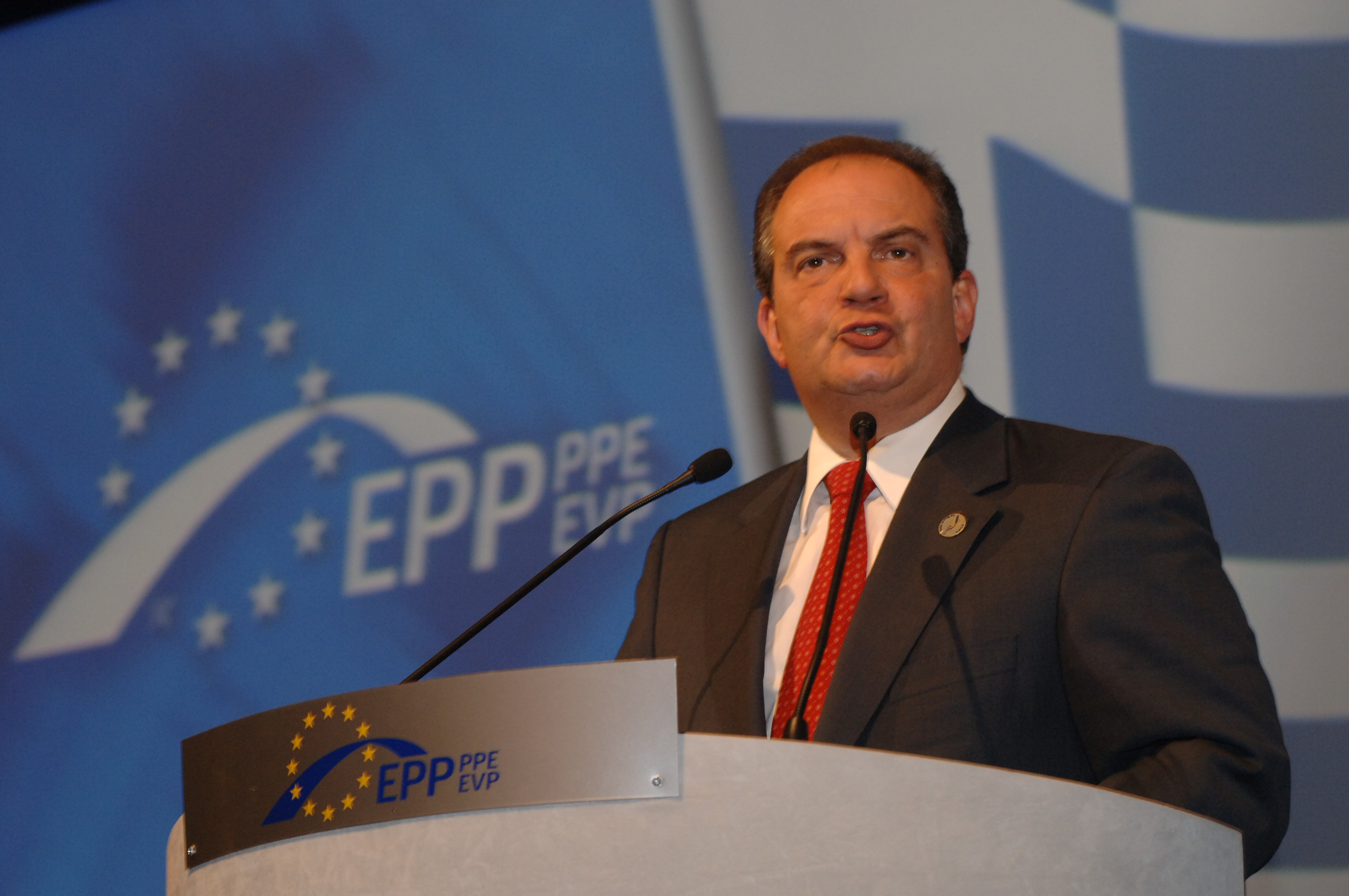
Konstandinos Karamanlis

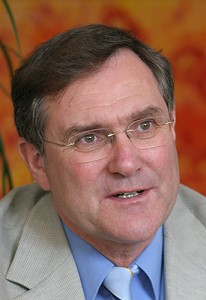
Franz Josef Jung

- Athen/Griechenland: Bei den Parlamentswahlen in Griechenland deutet sich eine Mehrheit für den regierenden konservativen Ministerpräsidenten Konstandinos Karamanlis der Partei Nea Dimokratia an.[30]
- Berlin/Deutschland: Der Bundesminister der Verteidigung Franz Josef Jung sagt im Interview mit Focus Online, dass er im Notfall ein entführtes Passagierflugzeug abschießen würde, um die Bürger zu schützen. Jung ist sich dabei der Tatsache bewusst, dass die Piloten bei Ausführung des Befehls gegen das Strafrecht handeln würden. Das Bundesverfassungsgericht erklärte den Abschuss von Passagierflugzeugen bereits als verfassungswidrig.[31]
- Los Angeles/Vereinigte Staaten: Bei der 59. Verleihung des Fernsehpreises Emmy wird u. a. David Chase ausgezeichnet.[32]
- Phuket/Thailand: Eine Flugzeug vom Typ McDonnell Douglas MD-82 der Fluggesellschaft One-Two-Go rast auf dem Flug OG269 bei starkem Regen über die Landebahn des Flughafens Phuket hinaus und in einen Wald. Mindestens 89 der 123 Fluggäste sterben.[33]

### Montag, 17. September 2007
- Deutschland: Der Sprecher des Verbandes der Besatzung strahlgetriebener Kampfflugzeuge der Bundeswehr Thomas Wassmann sagt zu aktuellen politischen Gedankenspielen über Einsätze des Militärs gegen entführte Passagierflugzeuge: „Wir können zur Zeit […] nur empfehlen, in einem solchen Fall dem Befehl des Minister nicht zu folgen.“ Auf die Prämisse, dass das Leben Unschuldiger geschützt wird, verweist auch der Vorsitzende der Fraktion der SPD im Bundestag Peter Struck.[34]

### Dienstag, 18. September 2007
- Afrika: Im mittleren und südlichen Afrika sind 17 Länder von Überschwemmungen betroffen.
- Paris/Frankreich: Nach einer Bildungsstudie der Organisation für wirtschaftliche Zusammenarbeit und Entwicklung (OECD) ist Deutschland bei den Hochschulabsolventen auf Platz 22 der 30 wichtigsten Industrieländer zurückgefallen.[35]

### Mittwoch, 19. September 2007

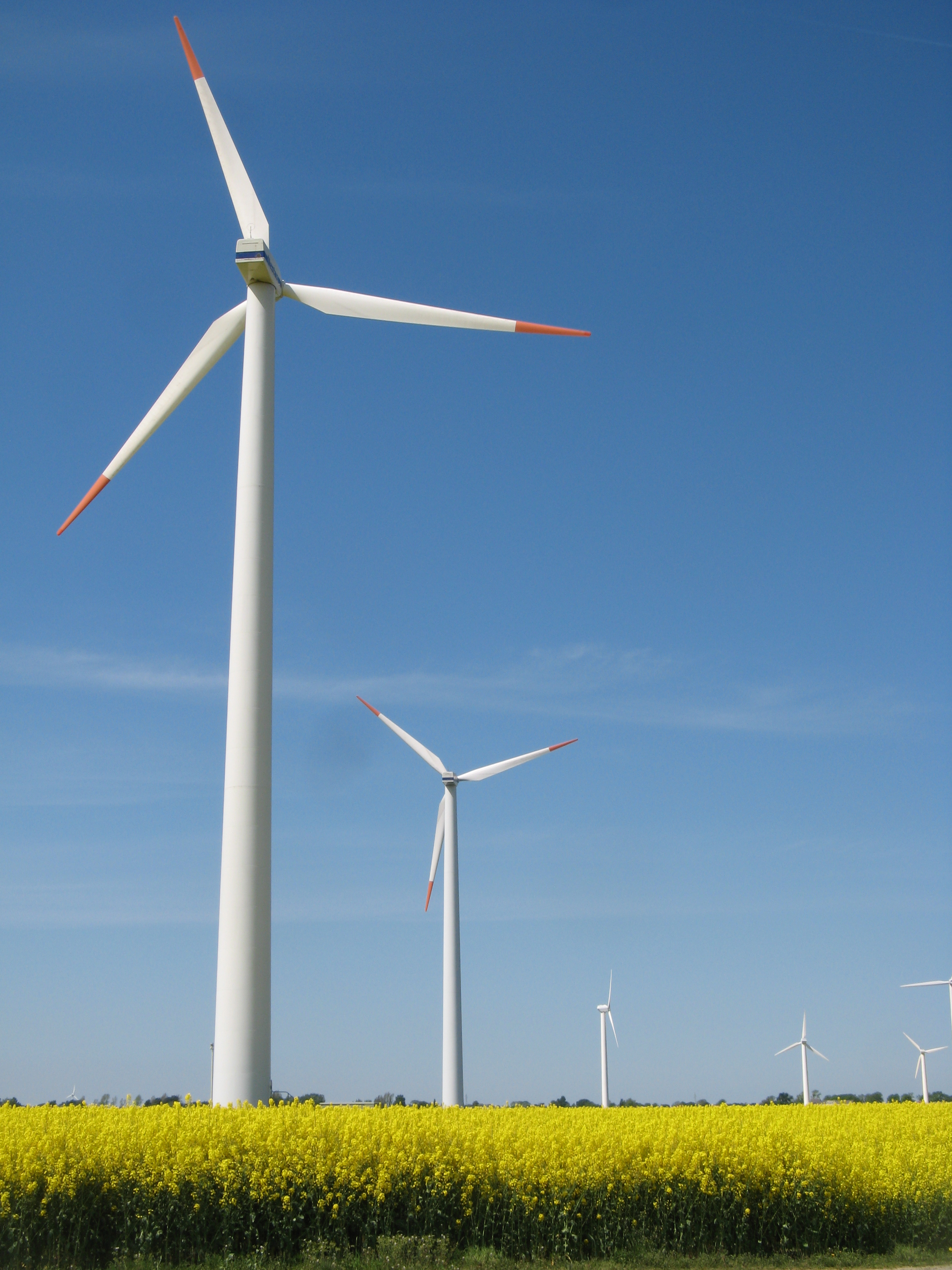
Windenergieanlagen in Schleswig-Holstein

- Berlin/Deutschland: Der Bundestag beschließt die Verlängerung des Afghanistan Einsatzes der Bundeswehr um ein Jahr. Im Bundestag kann nur über den gesamten Bundeswehreinsatz (mit Tornadoeinsatz) abgestimmt werden. Bei einem Sonderparteitag hatten die Grünen beschlossen in diesem Fall gegen den Einsatz zu stimmen.
- Frankfurt am Main/Deutschland: Der Außenwert der Währung Euro notiert erstmals über 1,40 US-Dollar.
- Kiel/Deutschland: Der schleswig-holsteinische Energiestaatssekretär Jost de Jage erklärt, dass das Land Schleswig-Holstein bis 2020 seinen kompletten Stromverbrauch mit Windenergie decken wolle.[36]

### Donnerstag, 20. September 2007
- Berlin/Deutschland: Die Bundesregierung spricht sich im Bundestag für die Fortsetzung des Einsatzes der Bundeswehr in Afghanistan aus. Der Minister des Auswärtigen Frank-Walter Steinmeier rechtfertigt dabei die Zusammenlegung der Mandate für die Beteiligung an „ISAF“ und den Einsatz von Tornado-Flugzeugen. Bis auf die Fraktion der Linken befürworten alle Fraktionen die Verlängerung.
- Berlin/Deutschland: Der Bundestag beschließt das Zensusvorbereitungsgesetz 2011 für die Durchführung einer Volks-, Gebäude- und Wohnungszählung, die in circa vier Jahren stattfinden soll.[37]
- Deutschland, Nigeria: Der Investitionsschutzvertrag zwischen beiden Staaten tritt in Kraft.[38]
- Jena/Vereinigte Staaten: Mehrere tausend Menschen demonstrieren gegen Rassismus, nachdem die Polizei in Jena sechs Afroamerikaner festnahm. Auslöser war, dass sich ein afroamerikanischer Schüler unter einen Baum setzte, der ein Treffpunkt europider Schüler war. Kritiker werfen der Polizei vor, nach der folgenden gewaltsamen Auseinandersetzung absichtlich ausnahmslos afroamerikanische Schüler festgenommen zu haben.[39]

### Samstag, 22. September 2007

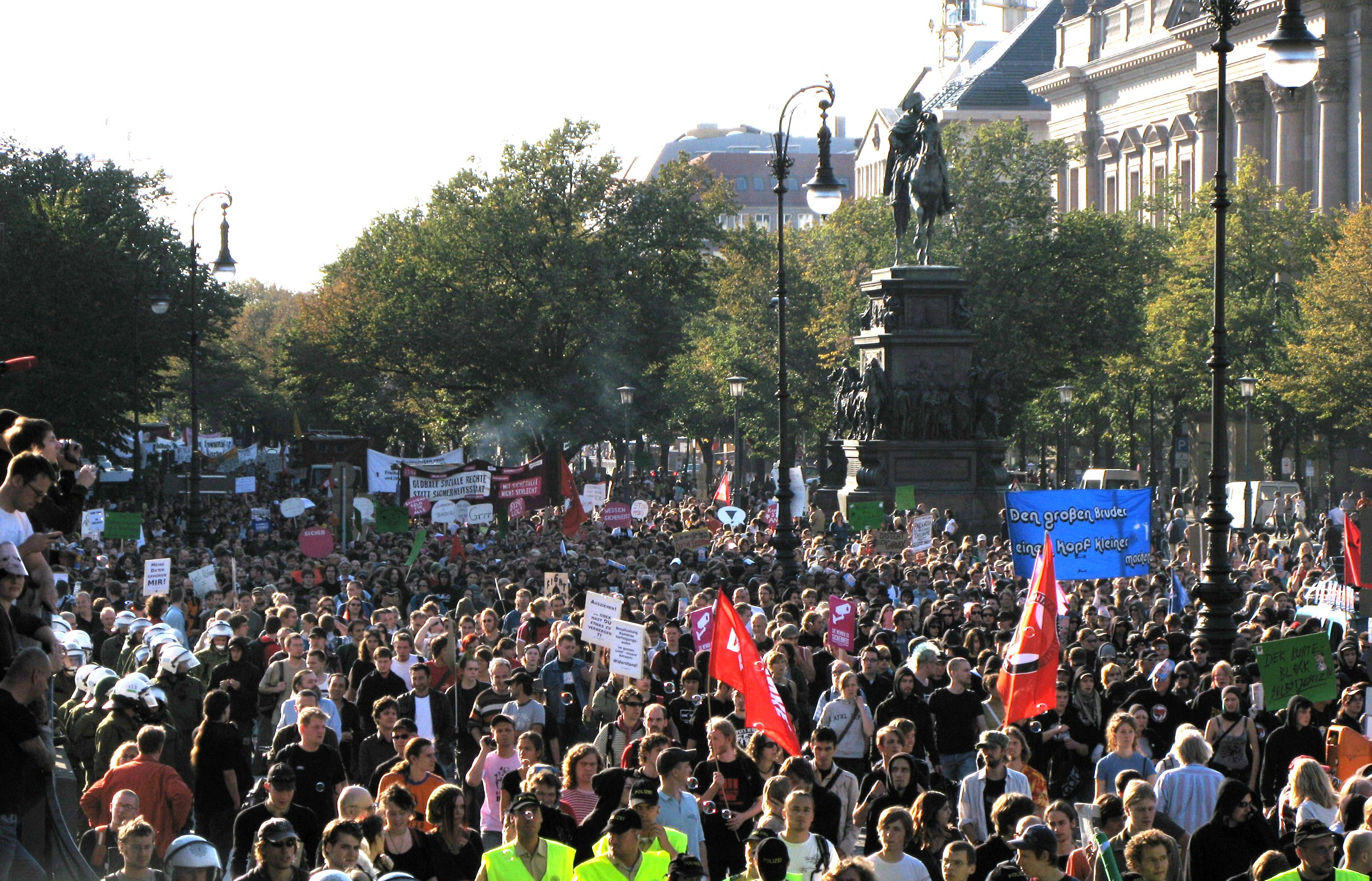
Demonstration „Freiheit statt Angst“

- Berlin/Deutschland: Auf einer Demonstration mit dem Motto „Freiheit statt Angst“ demonstrieren ca. 15.000 Menschen gegen die Vorschläge zur Terrorbekämpfung, besonders gegen die Vorratsdatenspeicherung sowie die geplanten Onlinedurchsuchungen.[40]
- Montreal/Kanada: Die UNO-Klimakonferenz beschließt, dass die Industrieländer das Treibhausgas H-FCKW ab 2020 nicht mehr verwenden, die Entwicklungsländer ab 2030 nicht mehr. H-FCKW galt erst im Vergleich zu FCKW als klimafreundlich; mittlerweile ist bekannt, dass auch H-FCKW die Ozonschicht zerstört.
- Neu-Anspach/Deutschland: Der Dalai Lama Tenzin Gyatso besucht auf Einladung der hessischen Landesregierung das Freilichtmuseum Hessenpark. Bundeskanzlerin Angela Merkel wird den Religionsführer morgen in Berlin empfangen. Um das Verhältnis zu China nicht zu belasten, ließ das Bundeskanzleramt verlauten, dass Deutschland alle „Autonomiebestrebungen in China“ ablehne, auch jene der Tibeter.[41]
- Teheran/Iran: Die Iranische Regierung stellt eine neue Langstreckenrakete vor, sie soll israelische und amerikanische Stützpunkte erreichen.

### Sonntag, 23. September 2007

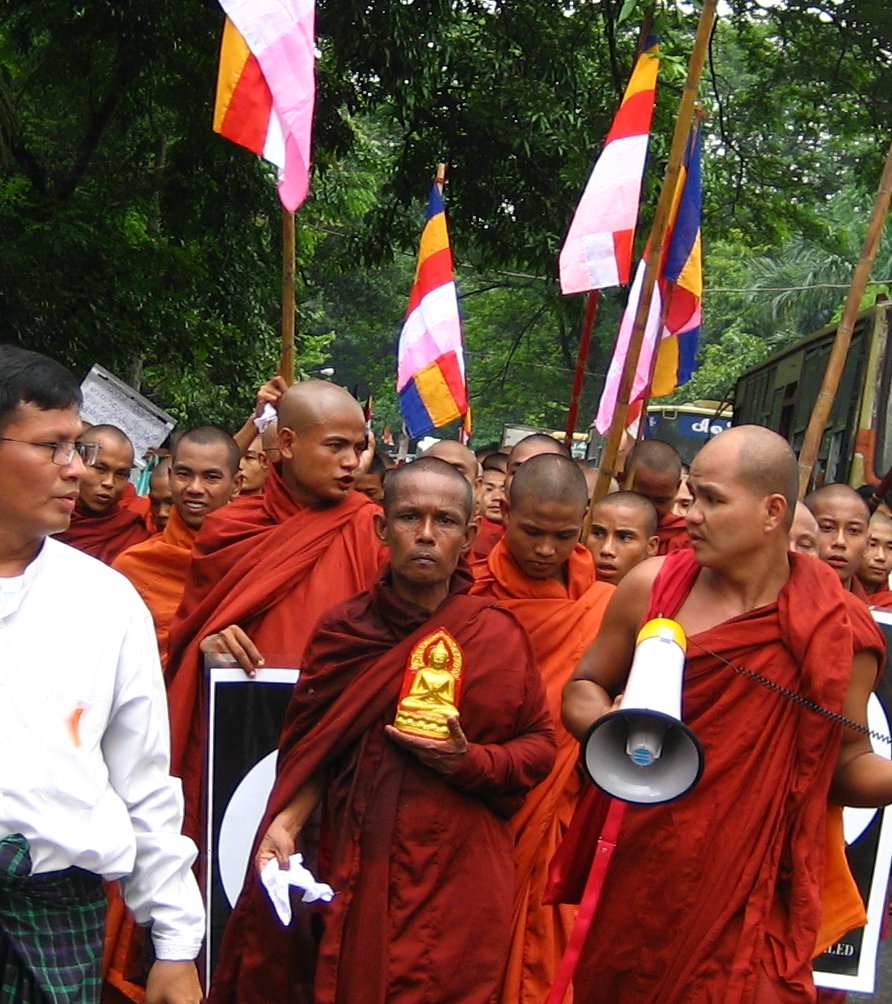
Demonstration in Myanmar

- Rangun/Myanmar: Die Demonstrationen in Myanmar gegen die Militärdiktatur weiten sich aus. Etwa 10.000 buddhistische Mönche zeigen ihren Beistand für die Gegner der Diktatur mit einem Marsch durch die Stadt.[42]

### Montag, 24. September 2007
- Deutschland: In Deutschland breitet sich die Blauzungenkrankheit aus. Der Schwerpunkt liegt in Nordrhein-Westfalen.[43]
- Johannesburg/Südafrika: Indien gewinnt die erste World Twenty20, indem es im Finale Pakistan mit 5 Runs besiegt.
- Vereinigte Staaten: Die erste Folge der Sitcom The Big Bang Theory wird ausgestrahlt.

### Dienstag, 25. September 2007
- Brüssel/Belgien: Die EU beschließt, dass Bahnreisende Geld zurückbekommen, wenn die Bahn verspätet ist: bei einer Stunde 25 % des Preises, bei 2 Stunden 50 % des Preises. In Deutschland soll dies ab 2008 gesetzlich geregelt sein.
- Dresden/Deutschland: In Sachsen wird die Regierung von Ministerpräsident Georg Milbradt umgebildet.[44]
- Kinshasa/DR Kongo: Die chinesische Regierung und der Kongo vereinbaren den Bau einer Straße durch den Regenwald von der Hauptstadt bis an die Landesgrenze nach Sambia. China übernimmt die Kosten des Straßenbaus und erhält hierfür Schürfrechte, insbesondere für Kupfer und Kobalt.[45]
- Rangun/Myanmar: In die Demonstrationen in Myanmar wurden von der Regierung Soldaten eingesetzt, die Regierung Myanmars erlässt ein Versammlungsverbot.[46]

### Mittwoch, 26. September 2007
- Cần Thơ/Vietnam: Ein Teil der sich im Bau befindlichen Cần-Thơ-Brücke stürzt ein, wobei 52 Menschen ums Leben kommen.[47]
- New York/Vereinigte Staaten: In einer Rede fordert die Bundeskanzlerin Angela Merkel, wie zuvor ihr Vorgänger Gerhard Schröder, die Mitgliedschaft Deutschlands im Sicherheitsrat der UNO.[48]

### Donnerstag, 27. September 2007
- Cape Canaveral/Vereinigte Staaten: Um 11.34 Uhr UTC startet die US-Raumsonde Dawn erfolgreich zu ihrer Reise zum inneren Asteroidengürtel.[49]
- Kabul/Afghanistan: Die Übergabe der deutschen Geisel Rudolf Blechschmidt aus den Händen der Terrororganisation Taliban an den afghanischen Geheimdienst scheitert im letzten Moment, da sich die Geheimdienstler nicht an das vereinbarte Prozedere halten. Blechschmidt wurde am 18. Juli entführt.[50]
- Rangun/Myanmar: In Rangun kommt es im Rahmen der Proteste gegen die Diktatur zu einem massiven Gegenschlag von staatlicher Seite gegen die Demonstranten. Das Militär stürmt Klöster in Rangun und verhaftet buddhistische Mönche.[51]

### Samstag, 29. September 2007

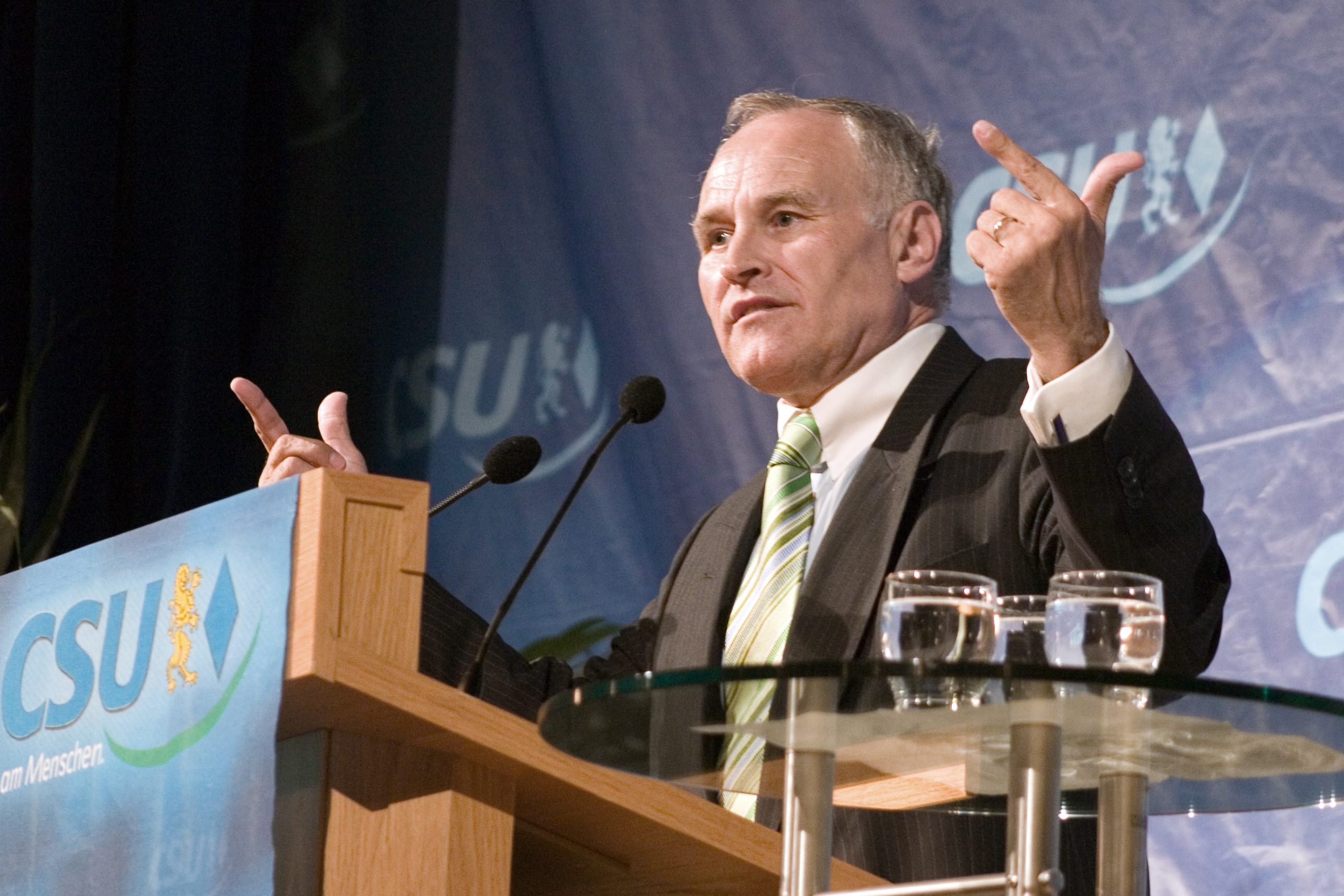
Erwin Huber

- München/Deutschland: Nach 14 Jahren als Bayerischer Ministerpräsident und knapp neun Jahren an der Spitze der CSU legt Edmund Stoiber beide Ämter nieder. Die Delegierten des CSU-Parteitags wählen Erwin Huber zum neuen Parteivorsitzenden, Günther Beckstein soll am 9. Oktober 2007 das Amt des Bayerischen Ministerpräsidenten übernehmen. Die Partei gibt sich außerdem ein neues Grundsatzprogramm.[52][53]
- Rangun/Myanmar: Die Regierung von Myanmar blockiert das Internet, damit weniger Informationen über staatlicherseits angewandte Gewalt ins Ausland gelangen. Nur über Mobiltelefonie gibt es noch manchmal Video- und Audio-Dokumente, die erfolgreich ins Ausland verschickt werden, obwohl die Kommunikation über das Mobilfunknetz ebenfalls fast unmöglich ist.[54]

### Sonntag, 30. September 2007

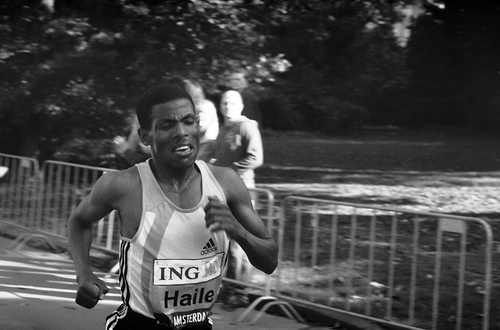
Haile Gebrselassie

- Berlin/Deutschland: Der äthiopische Marathonläufer Haile Gebrselassie bricht beim Berlin-Marathon mit einer Zeit von 2 Stunden 4 Minuten 26 Sekunden den Weltrekord von Paul Tergat aus dem Jahr 2003.[55]
- Kiew/Ukraine: Die vorgezogene Parlamentswahl bestätigt die Partei der Regionen, die eine enge Bindung an Russland befürwortet, als stärkste politische Kraft. Allerdings sind in der Summe die Parteien um den Blok Juliji Tymoschenko, die eine Abkehr von Russland und eine engere Bindung an die Europäische Union favorisieren, in der Mehrheit, so dass Julija Tymoschenko voraussichtlich noch einmal, nach ihrer ersten Amtszeit 2005, zur Ministerpräsidentin des Landes gewählt werden dürfte.[56]
- Shanghai/China: Die deutsche Fußballnationalmannschaft der Frauen gewinnt als amtierender Welt- und Europameister durch ein 2:0 im Finale gegen Brasilien auch den Titel bei der 5. Weltmeisterschaft.[57]

## Weblinks

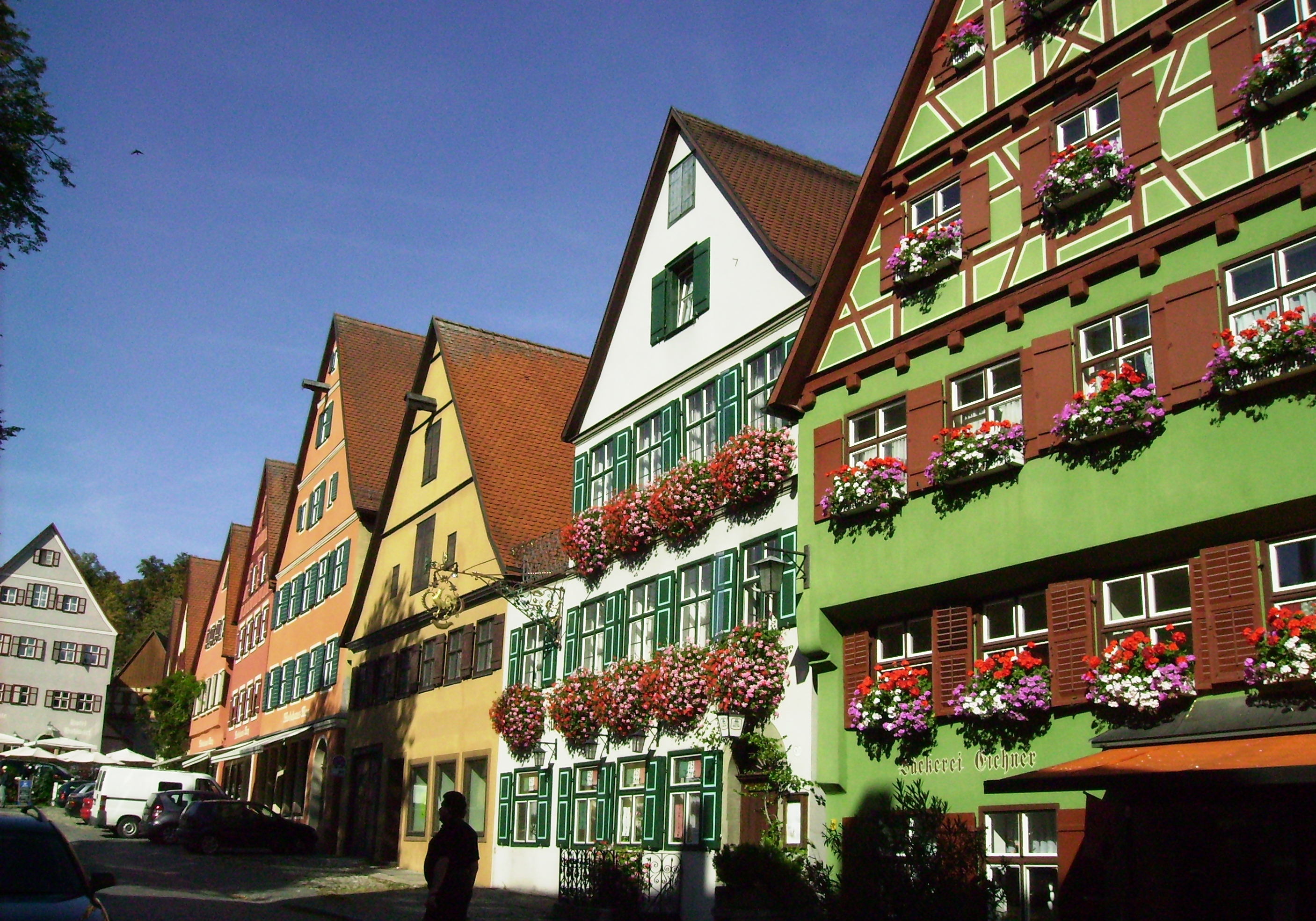
Bayern im September 2007